# Lockheed Martin X-33
L'X-33 era uno spazioplano sperimentale NASA progettato e costruito (solo un prototipo) per sostituire la flotta degli Space Shuttle con navette spaziali di nuova generazione. Avrebbe dovuto testare in volo un insieme di tecnologie necessarie per un veicolo orbitale riutilizzabile e monostadio (single stage to orbit reusable launch vehicle - SSTO RLV), con un sistema di protezione termica metallico, serbatoi di combustibile criogenici compositi, un motore aerospike, e con un corpo aerodinamico.

## Storia del progetto
Sulla base dell'esperienza X-33 compartecipe con la NASA, la Lockheed Martin sperava di poter costruire una versione commercializzabile dell'SSTO RLV, chiamata VentureStar. L'intenzione era quella di operare un sistema di trasporto spaziale come per lo Space Shuttle, ossia con la NASA che acquista i servizi dalla Lockheed Martin e dalle altre aziende coinvolte nel progetto. Quindi, l'X-33 non era soltanto un programma riguardante la ricerca nel settore del volo spaziale, ma anche un'opportunità commerciale importante per l'industria del lancio.
La decisione di progettare e costruire l'X-33 fu sviluppata da uno studio interno della NASA nominato "Accesso allo spazio". Diversamente da altri studi per il trasporto spaziale, "Accesso allo spazio" vide concretizzarsi la progettazione e la costruzione di un velivolo. Tuttavia, il progetto venne interrotto il 1º marzo 2001 dalla NASA per motivi di sicurezza ed affidabilità. La costruzione dell'X-33 fu contraddistinta da continui fallimenti nei test, da battute d'arresto al programma e dallo sforamento del budget iniziale. Inoltre, alcune delle nuove tecnologie richieste (come le cisterne di carburante composite e gli scudi termici metallici) non raggiunsero gli standard tecnici necessari. La cisterna di carburante composita esplose durante un test di pressione causando un ritardo nello sviluppo del sistema aerospike e costringendo la NASA e la Lockheed a ricorrere a cisterne in alluminio e a razzi convenzionali. Prima che il programma fosse terminato era già stato speso oltre 1 miliardo di dollari.

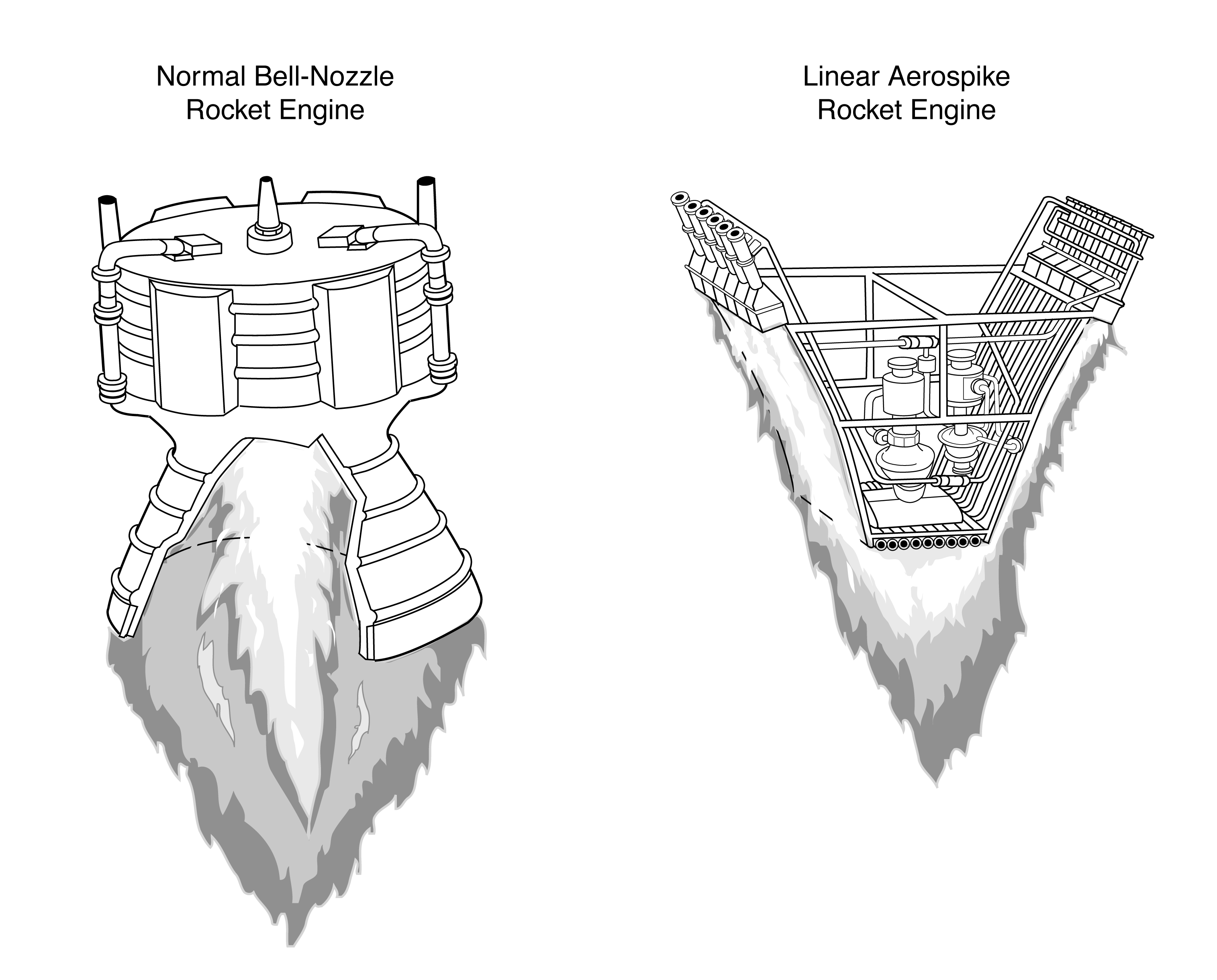
Differenza fra un ugello a campana e un ugello Aerospike.

La ricerca, tuttavia continua nonostante la cessazione del programma X-33. Nel 2004 Northrop Grumman e gli ingegneri della NASA hanno presentato un serbatoio di idrogeno liquido in materiale composito di fibra di carbonio che ha dimostrato la capacità di ripetute alimentazioni e ripetuti cicli di lancio simulati. Northrop Grumman ha concluso che questi test riusciti hanno permesso lo sviluppo e il perfezionamento di nuovi processi di produzione. Questi permetteranno alla società di costruire grandi serbatoi in composito e di sviluppare serbatoi di carburante conformi all'utilizzo su di uno spazioplano.
Spesso L'X-33 viene confuso con la sua controparte VentureStar. L' X-33 fu concepito come dimostratore tecnologico, non avrebbe mai potuto avere un utilizzo commerciale, non andò in orbita e non avrebbe potuto lanciare un satellite. Lo sbocco commerciale previsto dell'X-33 era VentureStar, il quale sarebbe stato capace di andare in orbita, e benché apparentemente simile, richiedeva molta più tecnologia di quella che X-33 era destinato a testare. VentureStar costituiva un problema ingegneristico di un ordine di grandezza più complesso. La differenza fra le due macchine, tuttavia, è stata costantemente confusa presso il grande pubblico e spesso si è parlato dell'X-33 come di un velivolo destinato alla produzione, anziché il dimostratore che effettivamente era.